# Domenico Valter Rizzo
Domenico Valter Rizzo (Sicilia, 7 aprile 1959) è un giornalista e scrittore italiano.

## Biografia
Nato in Sicilia, nel 1959, si è formato professionalmente a L'Ora di Palermo, alla Gazzetta del Sud e poi all'emittente locale Telecolor. Ha inoltre lavorato, sempre dalla Sicilia, per il periodico La Città Futura e per il quotidiano l'Unità per il quale ha seguito i più importanti fatti di cronaca negli anni novanta.
Ha collaborato a lungo con la redazione di Michele Santoro e con Carlo Lucarelli.
Il suo impegno professionale è stato concentrato in larga parte sui temi legati alla criminalità organizzata. Ha infatti seguito sia per Telecolor che per l'Unità le stragi del 1992-1993 e quindi le relative indagini. I suoi articoli sono stati tra i primi a mettere in discussione la credibilità del falso pentito Vincenzo Scarantino.
I suoi articoli sul quotidiano L'Ora fanno scoppiare il cosiddetto caso Viale Africa che apre a Catania la stagione di Tangentopoli coinvolgendo i più importanti imprenditori catanesi del tempo e il vertice della politica siciliana.
Nel 1994, insieme ad Alfio Sciacca e Nicola Savoca, pubblica il volume  Il Governo della mafia che, basandosi su atti giudiziari, ricostruisce la storia di Cosa Nostra a Catania.
Nel 2000 Michele Santoro lo chiama a far parte della redazione centrale del suo programma Circus / Sciuscià e inizia la sua attività di autore televisivo. Successivamente entra a far parte di Rai News 24, allora diretta da Roberto Morrione, e qui si occupa di esteri e in particolare di seguire il conflitto in Afghanistan e le vicende legate al terrorismo internazionale.
Rientrato in Sicilia, realizza il documentario Acquamara con il quale vince prima il Premio Cronista e quindi il Premio Ilaria Alpi. 
 Nel 2001 pubblica Il Bluff - viaggio nell'Italia del lavoro flessibile,  un libro che racconta per la prima volta l'Italia del lavoro precario.
Nel 2006, l'imprenditore Mario Ciancio Sanfilippo, cerca di imporre alla redazione di Telecolor un'agenzia diretta dalla figli Angela che nelle sue intenzioni avrebbe dovuto gestire i casi più "delicati" lasciando all'emittente i servizi residuali. A seguito del loro rifiuto, Rizzo e altri cinque colleghi vengono licenziati in tronco da Ciancio. 

Questa vicenda vede la decapitazione di un gruppo di lavoro che risultava scomodo per gli interessi dell'editore, che anni dopo sarà inquisito per concorso esterno in associazione mafiosa, e avrà un seguito giudiziario che si concluderà con la sentenza emessa dalla Corte di Cassazione che dà ragione ai giornalisti licenziati illegittimamente.
Nel frattempo Rizzo lascia la Sicilia dove, a causa del monopolio di Ciancio sui mezzi di informazione, non può più lavorare e si trasferisce definitivamente a Roma, dove torna con Santoro alla redazione di Annozero, poi a Chi l'ha visto e infine a La vita in diretta.
Nel 2009 realizza il documentario Turisti per forza che racconta l'odissea delle coppie portatrici di malattie genetiche costrette a recarsi al'estero per sfuggire ai divieti imposti dalla Legge 40. L'anno successivo inaugura il proprio blog sul sito de il Fatto Quotidiano.
Nel 2011 pubblica il libro Nessuna pietà per Pasolini, in collaborazione con Simona Ruffini e l'avvocato Stefano Maccioni, legale di un cugino dello scrittore. Il volume collega la morte di Pasolini ad ambienti dell'estrema destra catanese e raccoglie tutti gli elementi, parzialmente recuperati dagli autori, che nel 2014 porteranno alla riapertura delle indagini.
Nel 2013 vince il concorso interno della Rai e viene assunto alla TGR destinato prima in Liguria e quindi in Toscana dove attualmente lavora: Per la Tgr segue la cronaca nera e giudiziaria e ha realizzato il reportage "Toscana Nostra" sulle infiltrazioni delle mafie in questa regione e il reportage "Il vaccino della Memoria"